# Robin Trower Live
Robin Trower Live è un album dal vivo di Robin Trower. Registrato alla Stockholm Concert Hall, in Svezia, il 3 febbraio 1975 per la televisione svedese. È stato pubblicato in vinile nel 1976 e contiene solo brani pubblicati nei tre precedenti album da solista.

## Tracce

### Lato 1
- Too Rolling Stoned" (6:25)
- Daydream (7:50)
- Rock Me Baby (5:48)

### Lato 2
- Lady Love (3:01)
- I Can't Wait Much Longer (6:46)
- Alethea (4:00)
- Little Bit of Sympathy (5:38)